# Pampas Chico (distrito)
O Distrito peruano de Pampas Chico é um dos treze distritos que forman a Província de Recuay, situada em Ancash, pertenecente a Região de Ancash.

## Transporte
O distrito de Pampas Chico é servido pela seguinte rodovia:
- PE-16, que liga o distrito de Catac (Região de Ancash) à cidade de Paramonga (Região de Lima) [2][3][4]